# Jerzy Romański

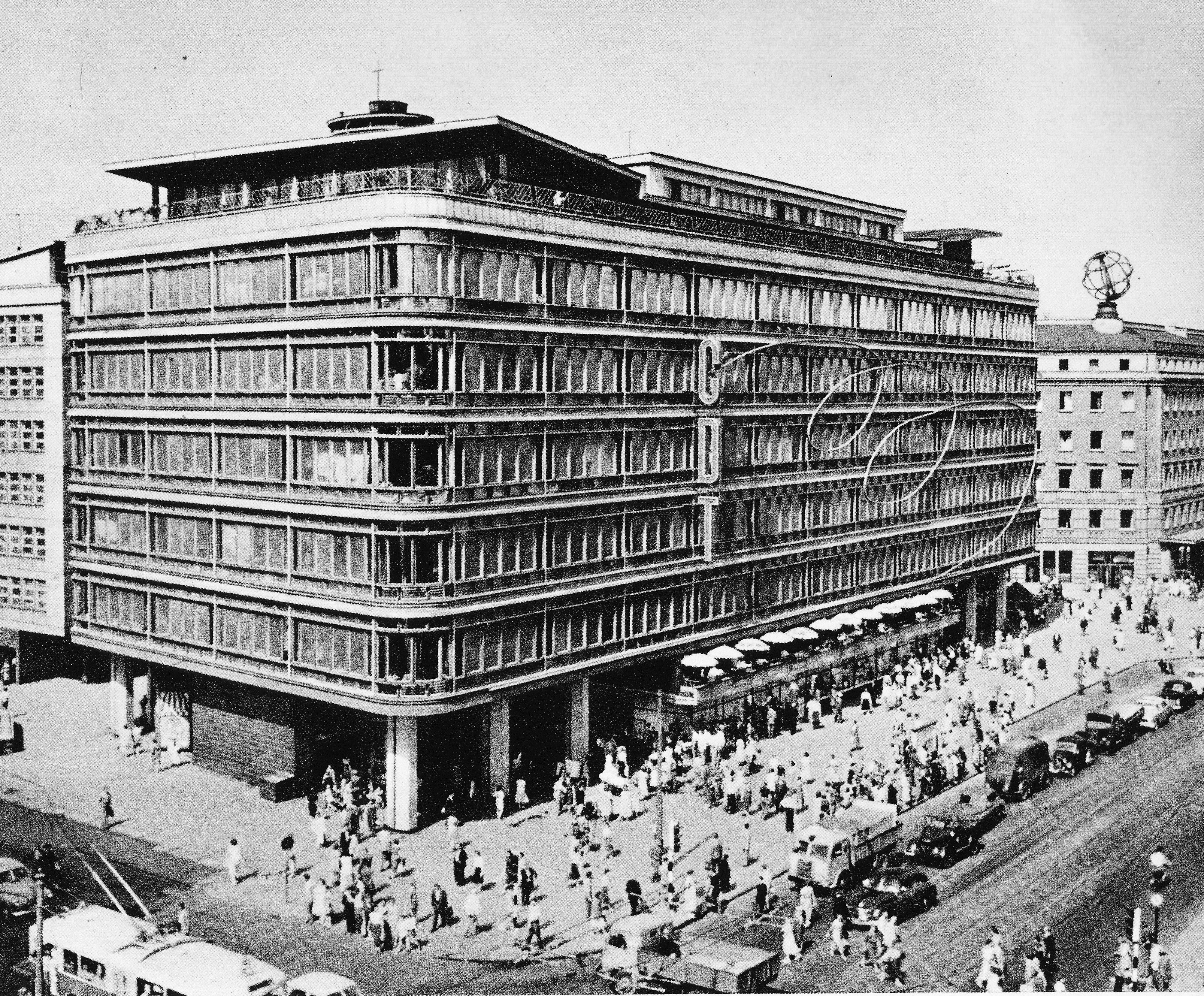
Centralny Dom Towarowy, lata 60. XX wieku

Jerzy Romański (ur. 26 czerwca?/9 lipca 1909 w Żytomierzu, zm. 4 stycznia 1968 w Warszawie) – polski architekt, przedstawiciel modernizmu, docent Politechniki Warszawskiej.

## Życiorys
Urodził się w rodzinie Zygmunta, prawnika, i Jadwigi z Scheitzów (zm. 1964). Uczęszczał do gimnazjum Kazimierza Kulwiecia w Warszawie, a następnie od 1921 do Miejskiego Gimnazjum im. Mikołaja Kopernika w Bydgoszczy, gdzie w roku 1927 zdał maturę. W latach 1927–1935 studiował na Wydziale Architektury Politechniki Lwowskiej otrzymując w czerwcu 1935 dyplom inżyniera-architekta. W latach 1932–1933 odbył roczną służbę wojskową. W latach 1935–1939 pracował jako grafik w Polskiej Agencji Telegraficznej. 
W kampanii wrześniowej dowodził jako podporucznik 205 plutonem piechoty. Wzięty do niewoli II wojnę światową spędził jako jeniec Oflagu VII A Murnau. 
Po uwolnieniu z oflagu, w latach 1945–1946 współpracował z działającym na terenie Niemiec teatrem polskim YMCA, wykonując dekoracje i projekty kukiełek. Do Polski wrócił w październiku 1946, a od lutego 1947 przez rok był zatrudniony jako scenograf w Miejskich Teatrach Dramatycznych w Warszawie. Równocześnie od lipca 1947 był referentem działu architektury w Departamencie Plastyki Ministerstwa Kultury i Sztuki. Od września 1948 do 1963 był kierownikiem pracowni architektonicznej w Warszawskim Biurze Projektów Budownictwa Przemysłowego a następnie pracował w Biurze Studiów i Projektów Typowych Budownictwa Przemysłowego.  
Współtwórca (ze Zbigniewem Ihnatowiczem) Centralnego Domu Towarowego w Warszawie (projekt: 1948, realizacja: 1949–1952). Wykonał projekty Fabryki Samochodów Osobowych i Elektrociepłowni na Żeraniu. 
Od grudnia 1956 pracował w Katedrze Projektowania Architektury Przemysłowej Politechniki Warszawskiej, jako adiunkt (do 1961), następnie jako wykładowca (1961–1967).  
Był mężem Zofii z Serkowskich 1. v. Woyzbunowej (1901–1972), artystki plastyczki, architekta wnętrz, żołnierza Armii Krajowej.  
Zmarł w Warszawie, pochowany na cmentarzu Powązkowskim (kwatera 155b-2-12). 

## Ordery i odznaczenia
- Krzyż Oficerski Orderu Odrodzenia Polski (1964)[3]
- Srebrny Krzyż Zasługi (22 kwietnia 1953)[2]

## Nagrody
- Nagroda Państwowa II stopnia (zespołowa) za twórczy wkład w dziedzinie architektury przemysłowej, a w szczególności za wybitne osiągnięcia w projektowaniu i realizacji Zakładów Naprawczych PKP w Mińsku Mazowieckim (1955)[7]
- nagroda II stopnia Ministerstwa Budownictwa i Przemysłu Materiałów Budowlanych za projekt pawilonu na Międzynarodowych Targach w Hannowerze (1966)[3]